# 491 a.C.
Il 491 a.C. (CDXCI a.C. in numeri romani) è un anno  del V secolo a.C.

## Eventi
- A Gela, Gelone subentra come tiranno ad Ippocrate dopo aver esautorato i legittimi eredi Euclide e Cleandro.
- Roma: 
  - consoli Marco Minucio Augurino e Aulo Sempronio Atratino.
  - Gneo Marcio Coriolano viene condannato all'esilio a vita da Roma

## Morti
- Bimbisāra, sovrano (n. 558 a.C.)
- Dinomene il Vecchio, siceliota
- Euribate di Argo, militare greco antico